# Corynoptera luteola
Corynoptera luteola là một ruồi trong họ Sciaridae, thuộc chi Corynoptera. Loài này được Pettey miêu tả khoa học đầu tiên năm 1918.